# جاك كارتر
جاك كارتر (7 ديسمبر 1907 بسيدني في أستراليا - 19 أغسطس 1995) (بالإنجليزية: Jack Carter)‏ هو لاعب كريكت أسترالي.

## وصلات خارجية
- جاك كارتر على موقع إي آس بي آن كريك إنفو (الإنجليزية)